# 6-та окрема берегова ракетна артилерійська бригада (Україна)
6-та окрема берегова ракетно-артилерійська бригада (6 ОБеРАБр, в/ч А1814) — колишнє з'єднання берегових ракетних артилерійських військ берегової оборони ВМС України.

## Історія
24 лютого 1996 року Військово-Морський Прапор України урочисто піднятий в окремій ракетно-артилерійській бригаді, створеній на базі прийнятого від ЧФ 362-го ракетного полку. Бойова техніка і системи зв’язку були збережені, але російськими військовослужбовцями вся експлуатаційна документація перед передачею була знищена, комунальні системи виведені з ладу. Командиром бригади було призначено капітана 1 рангу Івана Павленка, який напруженою працею всього колективу та за допомоги шефів організував відновлення озброєння та бойової техніки, підготовку особового складу, проведення успішних стартів ракет як з рухомих, так і з стаціонарних ракетних комплексів бригади.

## Структура
- управління (штаб)
  - 25-й окремий (мобільний) береговий ракетний дивізіон (м.Севастополь, м. Фіолент, с.Буря, в/ч А2291) (основне озброєння відсутнє);
  - 85-й окремий (стаціонарний) береговий ракетний дивізіон (раніше м. Севастополь, с. Гончарне, в/ч А2290) (розформований, фактично перейшов під контроль РФ).

## Командування
- капітан 1 рангу Іван Павленко